# Ewald Flügel
Ewald Flügel (* 8. Mai 1863 in Leipzig; † 14. November 1914 in Palo Alto, Kalifornien) war ein deutscher Anglist und Hochschullehrer.

## Leben und Wirken
Ewald Flügel, ein Sohn des Leipziger Anglisten und Lexikografen Felix Flügel und Enkel des Lexikografen und Anglisten Johann Gottfried Flügel, studierte nach dem Besuch der Alten Nikolaischule Leipzig Anglistik und Germanistik an den Universität Leipzig und Freiburg und promovierte 1881 in Leipzig mit einer Arbeit über Thomas Carlyle bei Richard Wülker. 1888 habilitierte er sich dort über Philip Sidney. Nach vierjähriger Lehrtätigkeit als Privatdozent in Leipzig. In Leipzig war er Mitherausgeber der Zeitschrift "Anglia (Neue Folge)". Er beschäftigte sich in Leipzig und später in den USA u. a. auch mit der mittelenglischen Lexikographie, geprägt durch die lexikographische Tätigkeit seines Vaters und Großvaters. Nach vierjähriger Lehrtätigkeit als Privatdozent in Leipzig wanderte er im Jahre 1892 in die USA aus und übernahm eine Professur an der neugegründeten Stanford University in Kalifornien. Dort starb er nach 23-jähriger Lehrtätigkeit im Fach Anglistik.

## Veröffentlichungen (Auswahl)
- Thomas Carlyle*s religiöse und sittliche Entwicklung und Weltanschauung. Grunow, Leipzig 1887 (= Dissertation Universität Leipzig) (Volltext).
- Sir Philip Sydney*s Astrophel and Stella and Defence of poesie, nach der ältesten Ausg. mit einer Einl. über Sidney's Leben und Werke hrsg. von Ewald Flügel. Niemeyer, Halle 1889 (= Habilitationsschrift Universität Leipzig).
- (Hrsg.): Neuenglisches Lesebuch. Zur Einführung in das Studium der Denkmäler selbst; nach den Handschriften und ältesten Drucken. Bd. 1: Zeit Heinrichs VIII. Niemeyer, Halle 1895.
- Bacon’s Historia Litteraria. In: Anglia, N.F. 9 (1899), S. 259–288.
- Roger Bacon's Stellung in der Geschichte der Philologie. In: The virtual laboratory, Bd. 19 (1902), S. 164–191.
- Carlyle und Eckermann. In: Goethe-Jahrbuch, Bd. 24 (1903), S. 4–39.
- Prolegomena and Side-Notes of the Chaucer Dictionary. In: Anglia, Bd. 34 (1911), S. 355–422.
- (Neubearb.): Carl Naubert / Land und Leute in Amerika (Langenscheidts Sachwörterbücher). Langenscheidt, Berlin-Schöneberg 1913.
- Ausgewählte Aufsätze und Reden. Hrsg. von Felix Flügel. Niemeyer, Halle 1930.